# Los grandes inventos del TBO
Los grandes inventos del TBO (por el Profesor Franz de Copenhague) fue una sección humorística fija del semanario de historieta TBO a partir de 1920. El título de la sección variaba ligeramente en las diferentes entregas de la revista: Los inventos de TBO, Grandes Inventos, Inventos Prácticos o Grandes Inventos Prácticos eran algunos de sus encabezados. En ella se describían pormenorizadamente inventos estrafalarios, a veces sumamente complejos, con una finalidad banal. 

## Trayectoria editorial
La idea de la serie partió del director de la revista, Joaquín Buigas. Un precedente de esta serie en el cómic clásico de Estados Unidos puede encontrarse en la serie Inventions of Professor Lucifer Gorgonzola Butts, creada por Rube Goldberg. También se señala la influencia de la revista francesa Le Pêle-Mêle y su sección Le inventions du Pêle-Mêle. De hecho, muchos de estos inventos sirvieron de inspiración o copia directa en la primera época de la sección 
El primer dibujante en llevarla al papel fue Urda en 1920 en el nº 46 de TBO. Hasta 1925, los inventos eran presentados y atribuidos al niño TBO, personaje ideado en 1919 como símbolo de la revista. 
A partir de 1925, la sección pasó a Nit, ilustrador pero también perito mecánico. El niño TBO desapareció y se pasó a mostrar inventos patentados por la revista. Desde 1935, apareció junto a la sección de los inventos, pero separada de ella, la protagonizada por el profesor Franz de Copenhague en la que este estrafalario personaje presentaba procedimientos o ideas (que no inventos) disparatados. 
En 1938, TBO dejó de publicarse debido a la deriva de la guerra. En 1943, la cabecera volvió y, desde el primer número de esta segunda etapa, lo hicieron también la sección de inventos y la de Franz de Copenhague. Hasta 1954, se ocuparon de esta sección autores como Tínez, Benejam, Francesc Tur y Sabatés.  En 1960, Sabatés de ocupó de forma fija de la sección, hasta 1980. Es en esta etapa, desde 1960, cuando los inventos pasaron a acompañarse de una foto del profesor Franz de Copenhague y la sección anterior de este científico desapareció. Sabatés, graduado como perito mecánico, dio un aspecto más técnico a los inventos. A partir de 1980, la crisis de TBO hizo que la sección quedase limitada a reediciones, como la mayoría de la revista.
Desde 1988, Ediciones B resucitó la cabecera y Sabatés volvió a retomar la sección con el título Los grandes inventos de TBO por el profesor Franz de Copenhague hasta el cierre de la revista.
Algunos de los ingeniosos inventos del TBO fueron:
- Dispositivo para hacer vino con zapatos viejos (Nit)
- Procedimiento para descargar mercancías con jirafa (Nit)
- Coche salta-vallas (Nit)
- Aparato limpia-narices (Nit)
- Huevos con cáscara de cristal (Benejam)
- Melones cuadrados (Benejam)
- Sombrero-jaula (Tur)
- Dispositivo anti-cabello en la sopa (Sabatés)
- Artilugio para brindar en mesas grandes (Sabatés)

## Legado
La popularidad de esta sección llegó a quedar hasta en el lenguaje coloquial, con la frase "es un invento del TBO" para tachar a una idea de estrafalaria o absurda. También dio lugar a series similares en la competencia, como Inventos práctico-deportivos del profesor Kal-Abacete en La Risa.
Alguno de estos inventos ha sido llevado a la práctica, por ejemplo, el de los melones cuadrados (en realidad, sandías o melones de agua), con el fin de que tomen la forma de cajas para embalaje.